# Maison d'Enver Musabegović à Prijepolje
La maison d'Enver Musabegović à Prijepolje (en serbe cyrillique : Кућа Енвера Мусабеговића y Пријепољу ; en serbe latin : Kuća Envera Musabegovića y Prijepolju) se trouve à Prijepolje, dans le district de Zlatibor, en Serbie. Elle est inscrite sur la liste des monuments culturels protégés de la république de Serbie (identifiant no SK 669).

## Présentation
La maison a été construite au début du XXe siècle.